# 喬氏大咽齒鯛
喬氏大咽齒鯛，為輻鰭魚綱鱸形目隆頭魚亞目隆頭魚科的其中一種，分布於澳洲海域，棲息深度可達30公尺，體長可達7.6公分，棲息在臨海礁石，生活習性不明，可做為觀賞魚。

## 擴展閱讀
維基物種上的相關：喬氏大咽齒鯛